# Trévillers
Trévillers település Franciaországban, Doubs megyében. Lakosainak száma 532 fő (2022. január 1.). Trévillers Les Plains-et-Grands-Essarts, Damprichard, Ferrières-le-Lac, Fessevillers, Montandon és Thiébouhans községekkel határos.

## Népesség
A település népessége az elmúlt években az alábbi módon változott:
| Lakosok száma | 400  | 396  | 410  | 477  | 480  | 481  | 484  | 498  | 509  | 532  |
|               | 1968 | 1982 | 1990 | 2006 | 2013 | 2015 | 2017 | 2019 | 2020 | 2022 |